# Palais Agostino Spinola
Le palais Agostino-Spinola, ou Doria De Ferrari Galliera, est un édifice historique situé sur la très centrale Piazza De Ferrari à Gênes. Le bâtiment fait partie des palais des Rolli de Gênes.

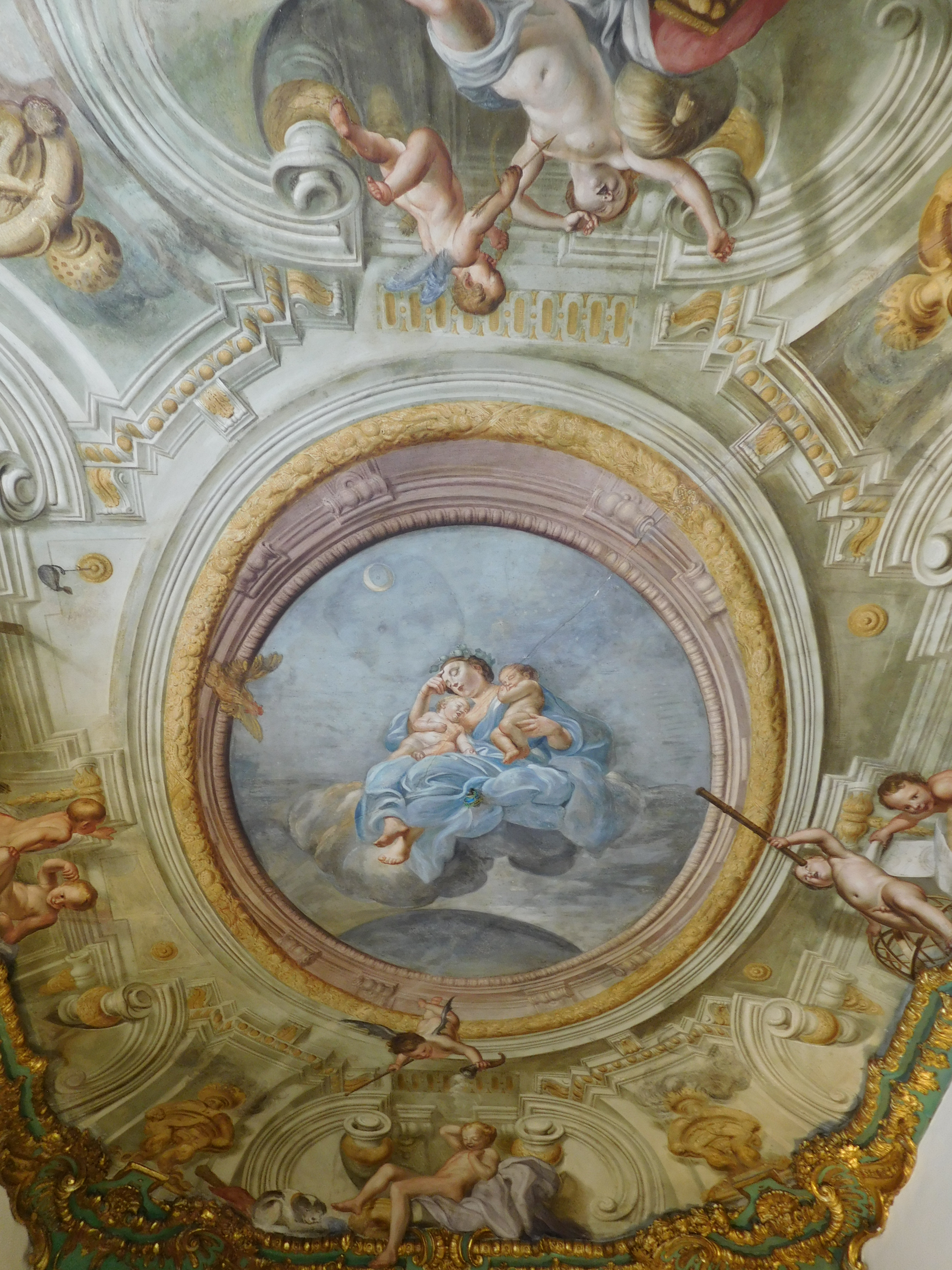
Lorenzo De Ferrari, La Nuit

## Histoire et description
Monument architectural complexe, il comprend trois phases de construction différentes incluses dans les Rolli de Gênes, dont celui d'Ettore Doria (1588), riche banquier de la Couronne.
La partie la plus ancienne de l'édifice est constituée d'un palais du XVe siècle (corps I), reconstruit au XVIe siècle et acheté en 1617 par Ambrogio Doria, descendant direct de Lamba Doria et doge de la république de Gênes, décédé la même année que son élection (1621).
Il fit décorer certaines pièces du premier étage par Lazzaro Tavarone : Épisodes de l'histoire romaine, tandis que son fils Paolo confia un deuxième cycle décoratif à Giovanni Battista Carlone : Recherche de Moïse et Allégories. En 1738, l'appartement de l'étage noble fut redécoré par Lorenzo De Ferrari, auteur de trois salons : dans l'un, il peignit le Char du Soleil, dans un autre La Nuit, tandis que dans le troisième, appelé les Métamorphoses, une décoration complexe le recouvre entièrement de stucs, qui encadrent six ovales sur les murs avec les Histoires de Diane et les Allégories des Éléments au plafond.
Le bâtiment dans son aspect actuel a été créé par la volonté d'Ambrogio Doria junior à partir de l'union de son propre palais avec ceux achetés, entre 1775 et 1777, par Antonio Doria et Cristoforo Spinola. La première est la maison du XVIe siècle avec jardin de Domenico Doria (corps II) pour laquelle, entre 1590 et 1618, Sebastiano Ponzello a construit une nouvelle aile et l'escalier communiquant avec le jardin de Giovanni Batta Doria. La seconde fut construite après 1586 (corps III) avec l'ouverture de la route entre les places de San Domenico et de San Matteo, pour Agostino Spinola, beau-frère de Giovanni Batta.
L'union des trois bâtiments du XVIe siècle fermera l'allée entre Vico Falamonica et Salita di San Matteo, un accès ancien mais désormais inconnu aux palais des Doges, en favorisant une nouvelle entrée depuis la Piazza San Domenico. De là, on accède à l'atrium et, ensuite, à l'escalier du vestibule sur colonnes.
À la fin du XVIIIe siècle un nouveau cycle décoratif a été confié à Antonio Giolfi, au début du XIXe siècle Carlo Barabino remodela la façade de la Piazza San Domenico dans un style néoclassique, réaménagea certaines parties internes, agrandissant l'espace qui, par les escaliers, mène à l'étage noble et occupe complètement l'ancien vide existant entre les différents bâtiments. Certaines des nouvelles salles seront enfin décorées par Michele Canzio.
Les derniers propriétaires ont eu des noms illustres : depuis 1780, le palais appartient à Cesare Lamba Doria dont la fille Livia, en 1826, le vendit à Andrea De Ferrari, fils du doge Raffaele Agostino De Ferrari. Après quelques années, il passa à Raffaele De Ferrari, époux de Maria Brignole Sale et futur duc de Galliera ; en 1888, il alla à son fils Filippo et aux De Ferrari-Brignole Sale.
Le palais fut vendu en 1920 au Banco di Roma qui, en 1979, restaura la façade et certains intérieurs, les reliant au-dessous du niveau de la rue au palais adjacent Giulio Pallavicini.
Une plaque rappelle que du 10 février au 4 juin 1800, le palais fut le siège de Masséna pendant le blocus de Gênes par la flotte britannique.